# بازگشت جادوگران: الکس در مقابل الکس
بازگشت جادوگران: الکس در مقابل الکس (به انگلیسی: The Wizards Return: Alex vs. Alex) یک اپیزود ویژه و تله فیلم فانتزی کمدی-درام محصول سال ۲۰۱۳ است که براساس مجموعه تلویزیونی جادوگران محله ویورلی به کارگردانی ویکتور گونزالز ساخته شده‌است.
این فیلم بر روی دیدار مشترک خانواده روسو، هارپر و میسون در ایتالیا تمرکز دارد.

## بازیگران
- سلنا گومز به عنوان الکس روسو / الکس شیطانی، جادوگر خانواده خانواده روسو که از توانایی‌های جادویی خود با بی مسئولیتی و خودخواهی استفاده می‌کند. الکس به امید تغییر بهتر، یک طلسم را برای خود استفاده می‌کند و باعث می‌شود یک شخصیت شیطانی در مقابل خود بسازد و همتای شیطانی او تلاش می‌کند تا جهان را به دست بگیرد، در حالی که قسمت‌های خوب او باید جلوی آن را بگیرد.
- جیک تی. آستین به عنوان مکس روسو، برادر کوچکتر الکس که اکنون به دلیل از دست دادن رقابت جادوگران خانوادگی، فانی است.
- جنیفر استون به عنوان هارپر فلینکل، بهترین دوست فانی الکس که از توانایی‌های جادویی او خبر دارد.
- گرگ سالکین سولکین به عنوان میسون گریبک، دوست پسر گرگینه الکس.
- بو میرچف به عنوان دومینیک، برادرزاده شیطانی گوروگ که می‌خواهد جهان را به دست بگیرد.
- ماریا کانالز باررا به عنوان ترزا روسو، مادر فانی الکس و مکس که به استفاده از جادو علاقه ندارد.
- دیوید دی لوئیس به عنوان جری روسو، پدرسالار خانواده روسو، یک جادوگر سابق خانواده که دوست دارد الکس را در مورد روش‌های اشتباهش تصحیح کند.

## انتشار
پیش نمایش ویژه در کانال دیزنی به عنوان ویژه برنامه تلویزیونی، در ۱۵ مارس ۲۰۱۳ در ایالات متحده منتشر شد.
| کشور / منطقه      | کانال                        | تاریخ پخش    | منبع(ها) |
| ----------------- | ---------------------------- | ------------ | -------- |
| استرالیا          | شبکه دیزنی (استرالیا)        | ۳ مه ۲۰۱۳    | [ ۲ ]    |
| ایرلند و انگلستان | شبکه دیزنی (انگلیس و ایرلند) | ۲۴ مه ۲۰۱۳   | [ ۳ ]    |
| ایالات متحده      | شبکه دیزنی                   | ۱۵ مارس ۲۰۱۳ | —        |

## پذیرش
این قسمت در روز انتشار اولیه آن توسط ۵٫۹ میلیون بیننده داشت. در انگلستان، این قسمت با ۵۷۵۰۰۰ بیننده برتر شد.